# Metsovo (kommunhuvudort i Grekland)
Metsovo är en kommunhuvudort i Grekland.   Den ligger i prefekturen Nomós Ioannínon och regionen Epirus, i den centrala delen av landet, 290 km nordväst om huvudstaden Aten. Metsovo ligger 1 145 meter över havet och antalet invånare är 2 503.
Terrängen runt Metsovo är huvudsakligen kuperad, men åt sydväst är den bergig. Runt Metsovo är det mycket glesbefolkat, med 5 invånare per kvadratkilometer. Metsovo är det största samhället i trakten. I omgivningarna runt Metsovo växer i huvudsak blandskog.